# Merrittia
Merrittia é um género botânico pertencente à família Asteraceae.
A autoridade científica do género é E. D. Merrill, tendo sido publicado em Philipp. J. Sci. Bot. 5: 396. 1910.

## Espécies
Segundo a base de dados The Plant List, o género tem 3 espécies descritas das quais só 1 é aceite:
- Merrittia benguetensis (Elmer) Merr.